# Barão de Campolide
Barão de Campolide é um título nobiliárquico criado por D. Carlos I de Portugal, por Decreto de 28 de Fevereiro de 1891, em favor de Alfredo Prisco Barbosa.
Titulares
1. Alfredo Prisco Barbosa, 1.º Barão de Campolide.